# Guvernul Constantin Sănătescu (1)
Guvernul General Constantin Sănătescu (1) a fost consiliul de miniștri care a guvernat România în perioada 23 august - 3 noiembrie 1944.

## Componența
- Președintele Consiliului de Miniștri

General Constantin Sănătescu (23 august - 3 noiembrie 1944)
- Ministru secretar de stat

Iuliu Maniu (23 august - 3 noiembrie 1944)
- Ministru secretar de stat

Constantin I.C. Brătianu (23 august - 3 noiembrie 1944)
- Ministru secretar de stat

Lucrețiu Pătrășcanu (23 august - 3 noiembrie 1944)
- Ministru secretar de stat

Constantin Titel-Petrescu (23 august - 3 noiembrie 1944)
- Ministru secretar de stat la Departamentul Războiului (de la 1 septembrie 1944, Ministrul războiului)

General Ioan Mihail Racoviță (23 august - 3 noiembrie 1944)
- Ministru secretar de stat la Departamentul Afacerilor Străine

Grigore Niculescu-Buzești (23 august - 3 noiembrie 1944)
- Ministru secretar de stat la Departamentul Afacerilor Interne

General Aurel Aldea (23 august - 3 noiembrie 1944)
- Ministru secretar de stat la Departamentele Economiei Naționale și Finanțelor

General Gheorghe Potopeanu (23 august - 13 octombrie 1944)
ad-int. General Constantin Sănătescu (13 octombrie - 3 noiembrie 1944)
- Ministru secretar de stat la Departamentul Muncii, Sănătății și Ocrotirilor Sociale (de la 1 septembrie 1944, Ministrul muncii, sănătății publice și ocrotirii sociale)

General dr. Nicolae Marinescu (23 august - 3 noiembrie 1944)
- Ministru secretar de stat la Departamentul Agriculturii și Domeniilor

Dimitrie D. Negel (23 august - 3 noiembrie 1944)
- Ministru secretar de stat la Departamentul Culturii Naționale și al Cultelor (de la 1 septembrie 1944, Ministrul culturii naționale și cultelor)

General Ion Boițeanu (23 august - 3 noiembrie 1944)
- Ministru secretar de stat la Departamentul Lucrărilor Publice și Comunicațiilor

General Constantin Eftimiu (23 august - 3 noiembrie 1944)
- Ministru secretar de stat la Departamentul Justiției

ad-int. Lucrețiu Pătrășcanu (23 august - 7 septembrie 1944)
Aureliu Căpățână (7 septembrie - 4 octombrie 1944)
ad-int. Dimitrie D. Negel (4 octombrie - 3 noiembrie 1944)

## Sursa
- Stelian Neagoe - "Istoria guvernelor României de la începuturi - 1859 până în zilele noastre - 1995" (Ed. Machiavelli, București, 1995)
- Rompres Arhivat în 21 septembrie 2008, la Wayback Machine.